# Galanthus elwesii
Galanthus elwesii là một loài thực vật có hoa trong họ Amaryllidaceae. Loài này được Hook.f. mô tả khoa học đầu tiên năm 1875.

## Hình ảnh

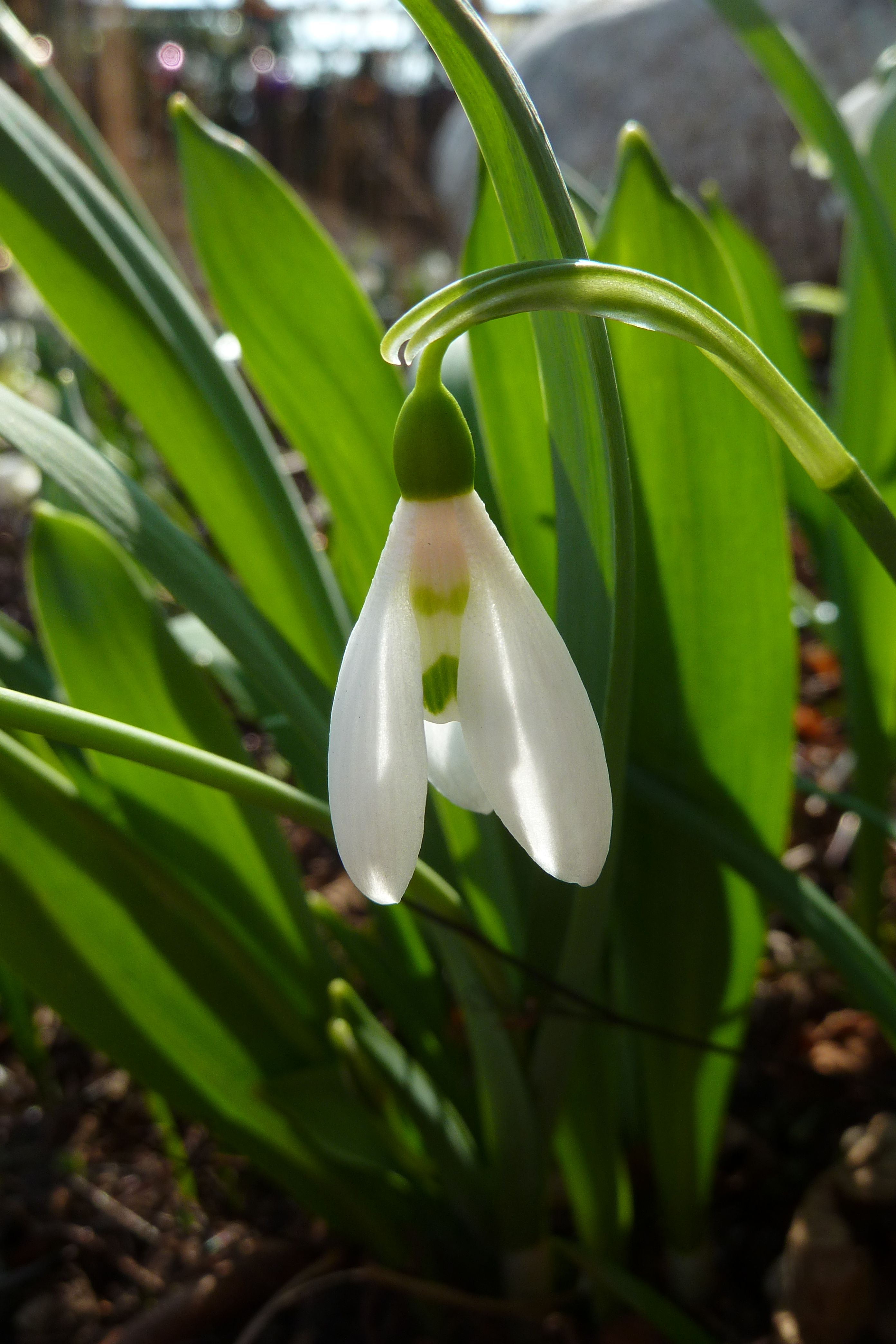
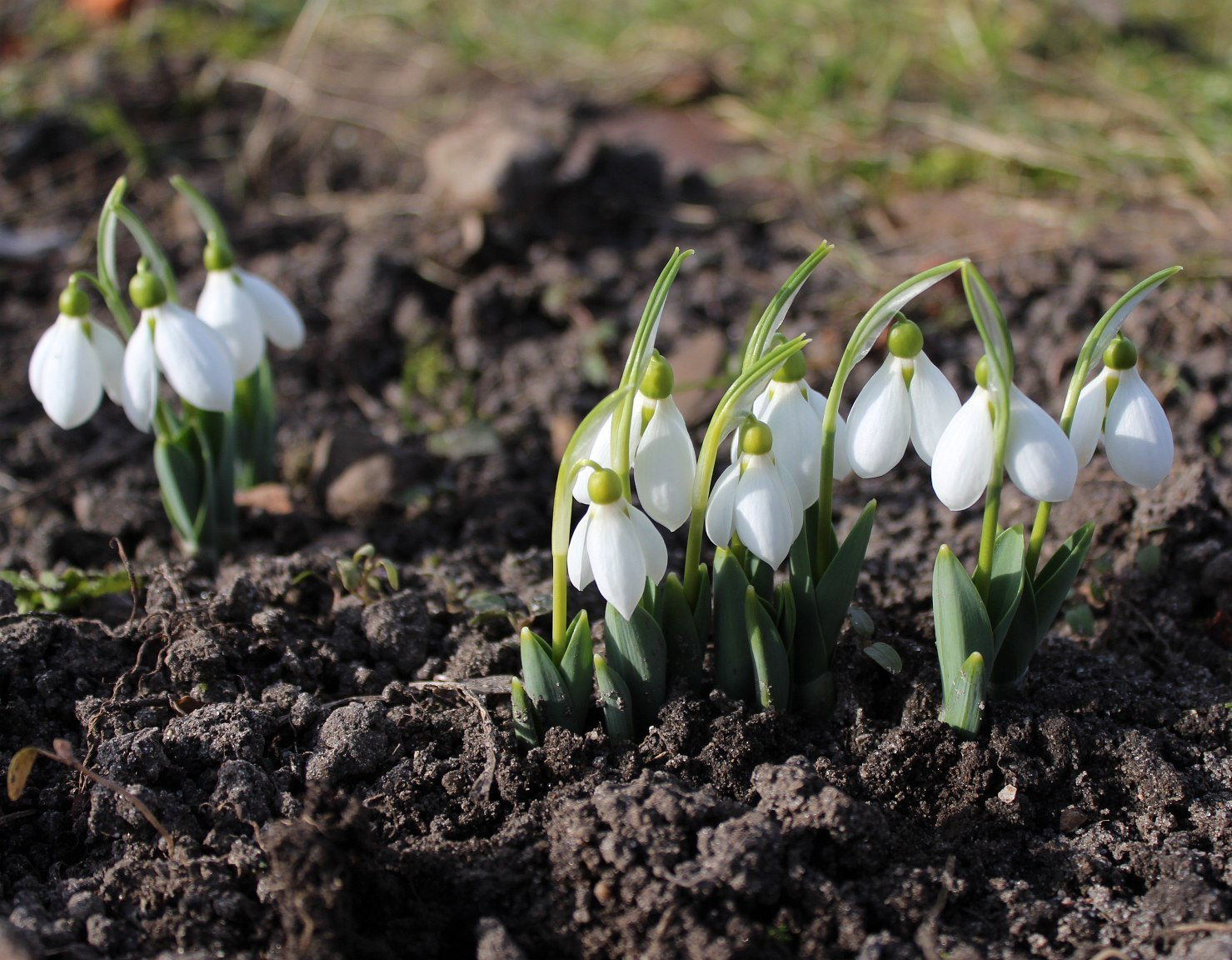
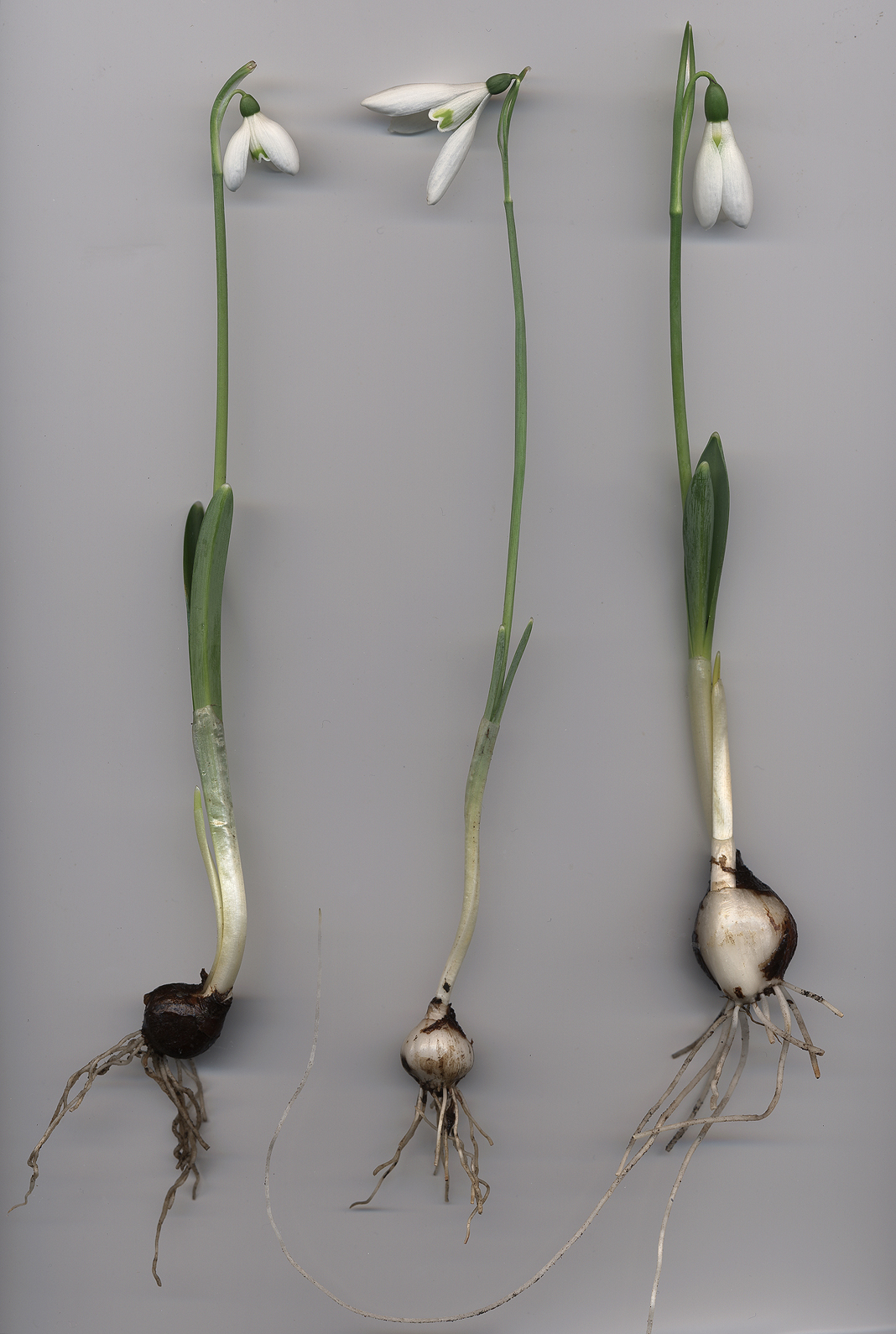
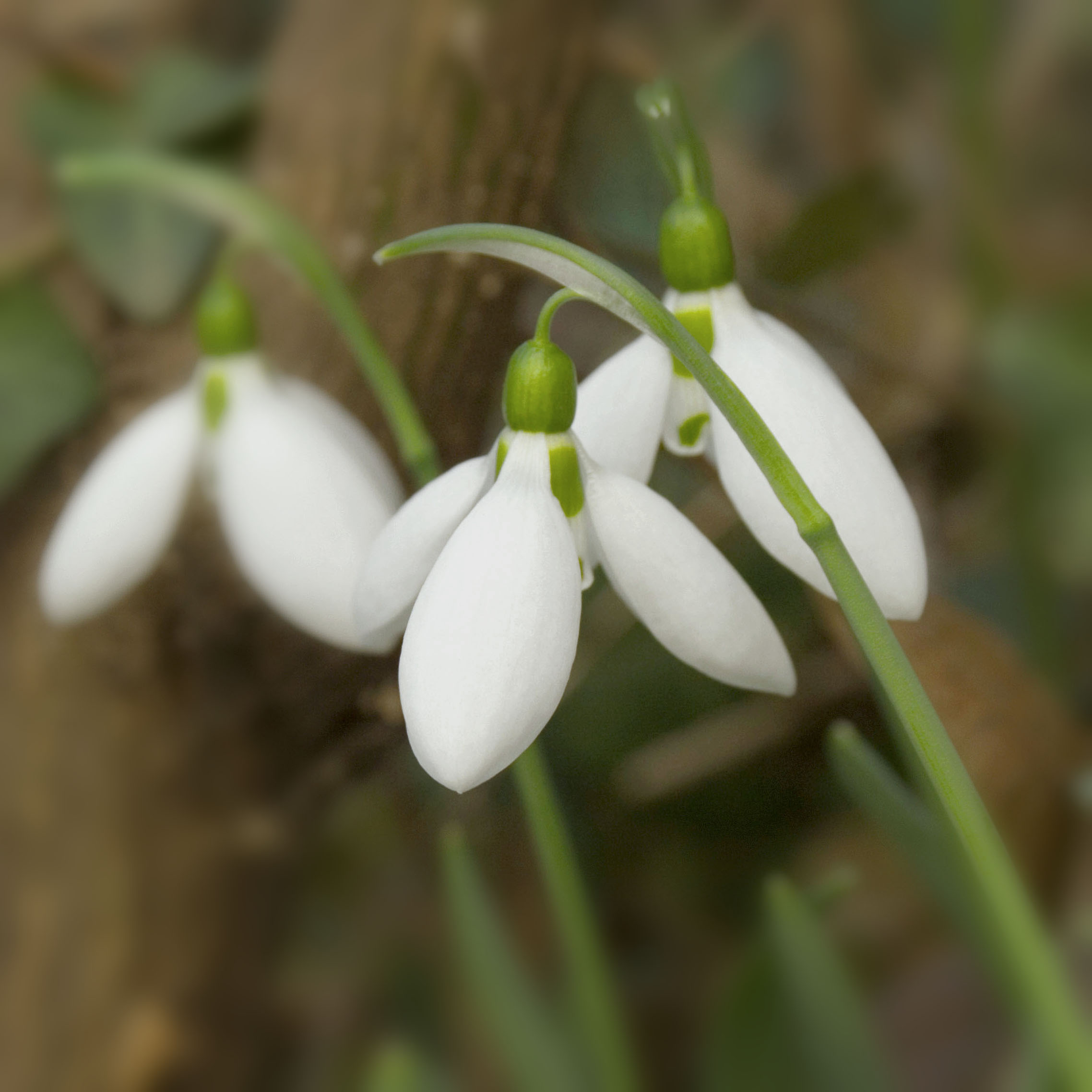